# Agrias umbrianus
Agrias umbrianus är en fjärilsart som beskrevs av Rebillard 1961. Agrias umbrianus ingår i släktet Agrias och familjen praktfjärilar. Inga underarter finns listade i Catalogue of Life.